# Adrien Backscheider
Adrien Backscheider (Metz, 7 augustus 1992) is een Franse langlaufer. Hij vertegenwoordigde zijn vaderland op de Olympische Winterspelen 2014 in Sotsji en op de Olympische Winterspelen 2018 in Pyeongchang.

## Carrière
Backscheider maakte zijn wereldbekerdebuut in januari 2013 in La Clusaz. In december 2013 scoorde hij in Davos zijn eerste wereldbekerpunten. Op de Olympische Winterspelen van 2014 in Sotsji eindigde de Fransman als 43e op de 15 kilometer klassieke stijl.
In Falun nam Backscheider deel aan de wereldkampioenschappen langlaufen 2015. Op dit toernooi eindigde hij als negentiende op de 30 kilometer skiatlon, samen met Jean-Marc Gaillard, Maurice Manificat en Robin Duvillard sleepte hij de bronzen medaille in de wacht op de estafette. Tijdens de Olympische Winterspelen van 2018 in Pyeongchang eindigde hij als zeventiende op de 15 kilometer vrije stijl. Op de estafette veroverde hij samen met Jean-Marc Gaillard, Maurice Manificat en Clément Parisse de bronzen medaille. 
Op de wereldkampioenschappen langlaufen 2019 in Seefeld eindigde de Fransman als achtste op de 30 kilometer skiatlon en als negende op de 50 kilometer vrije stijl. Samen met Maurice Manificat, Clément Parisse en Richard Jouve behaalde hij de bronzen medaille op de estafette. In Oberstdorf nam Backscheider deel aan de wereldkampioenschappen langlaufen 2021. Op dit toernooi eindigde hij als 22e op de 15 kilometer vrije stijl.

## Resultaten

### Olympische Winterspelen
| Jaar | Plaats      | Resultaten                                |
| ---- | ----------- | ----------------------------------------- |
| 2014 | Sotsji      | 43e 15 km klassieke stijl                 |
| 2018 | Pyeongchang | 17e 15 km vrije stijl · 4×10 km estafette |

### Wereldkampioenschappen
| Jaar | Plaats     | Resultaten                                                   |
| ---- | ---------- | ------------------------------------------------------------ |
| 2015 | Falun      | 19e 30 km skiatlon · 4×10 km estafette                       |
| 2019 | Seefeld    | 8e 30 km skiatlon · 9e 50 km vrije stijl · 4×10 km estafette |
| 2021 | Oberstdorf | 22e 15 km vrije stijl                                        |

### Wereldbeker
Eindklasseringen
| Seizoen   | Algm | DI   | SP  | TdS |
| --------- | ---- | ---- | --- | --- |
| 2013/2014 | 97e  | 80e  | -   | DNF |
| 2014/2015 | 156e | 95e  | -   | -   |
| 2015/2016 | 91e  | 53e  | -   | 34e |
| 2016/2017 | 161e | 112e | -   | -   |
| 2017/2018 | 76e  | 44e  | -   | DNF |
| 2018/2019 | 39e  | 30e  | 67e | 25e |
| 2019/2020 | 32e  | 24e  | 84e | 19e |
| 2020/2021 | 36e  | 31e  | –   | 13e |